# Дюббельський млин
Дю́ббельський млин (дан. Dybbøl Mølle) — голландський вітряк у данському містечку Дюббель, пункт завзятого опору в період Першої (1848—1850) і Другої дансько-прусської (1864) воєн, національна святиня Данії.

## Історія

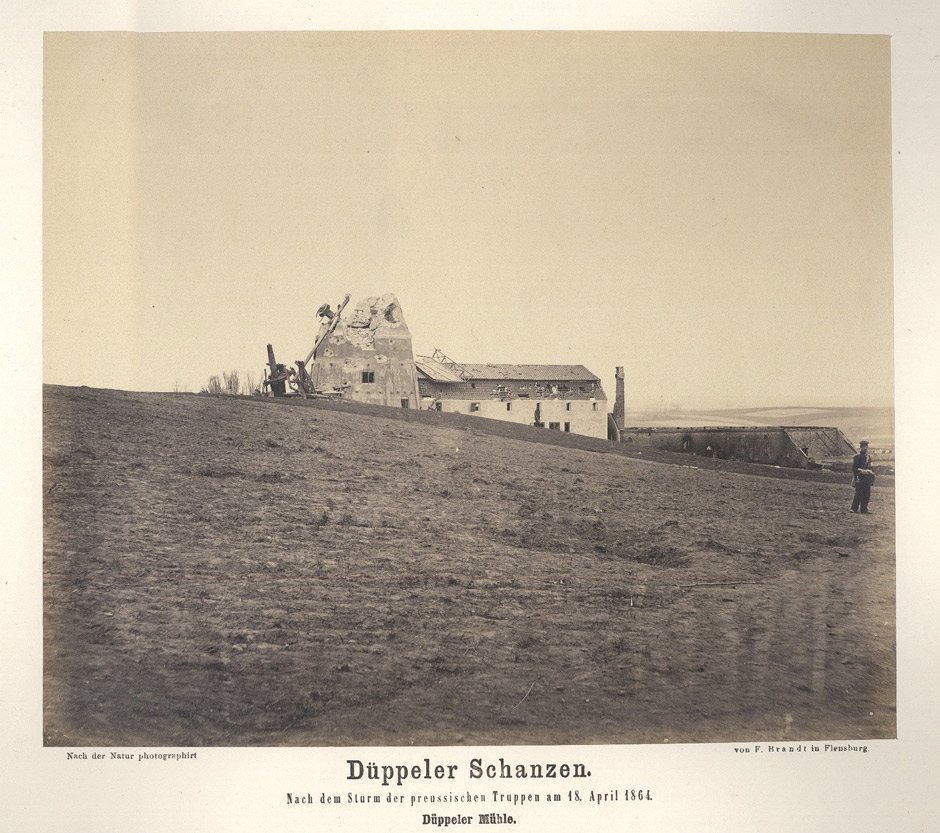
Руїни млина після його знищення у квітні 1864 р.

Перший дерев'яний вітряк збудували 1744 року.
1800 році млин, який згорів через удар блискавки, відновили.
1864 року данські військові за допомогою крил вітряка передавали своїм військам, розташованим на острові Альс, таємні повідомлення за принципом оптичного телеграфу.
Двічі, у квітні 1849 і квітні 1864 року, під час Першої (1848—1850) і Другої дансько-прусської (1864) воєн млин, який опинився в центрі бойових дій, був зруйнований.
1935 року вітряк знову зазнав серйозного пошкодження від пожежі, що сталася через коротке замикання.
1936 року збудували кам'яну споруду млина.
Вітряк експлуатували до 1990 року.
2009 року млин капітально відремонтували за 5,5 мільйона данських крон, які виділив фонд A.P. Møller та Hustru Chastine Mc-Kinney Møllers.

## Меморіал
1995 року у приміщенні вітряка відкрили музей, в якому експонуються документи з історії й технології млина, а також уніформа, зброя та інші предмети Першої (1848—1850) і Другої дансько-прусської (1864) воєн. Музей щорічно відвідують близько 50 тис. осіб.